# Microcoleus
Microcoleus là một chi bọ cánh cứng trong họ 
Elateridae.
Chi này được miêu tả khoa học năm 1982 bởi Hong.

## Các loài
Chi này gồm các loài:
- Microcoleus brunneus Hong, 1982